# Цоттман, Франц
Франц Цоттман (нем. Franz Zottmann, полное имя Франц Ксавьер фон Цоттман; 27 июня 1826 года — 12 декабря 1901 года) — епископ Тираспольской епархии Римско-католической церкви.

## Биография
Франц Цоттман родился в 1826 году в баварском городе Орнбау. Учился в Мюнхене и Вюрцбурге. Обладал блестящим талантом к изучению иностранных языков, всего он их знал 10. После окончания обучения отправился в Россию для работы гувернёром. Сначала воспитывал детей греческого посла в Санкт-Петербурге, во время жизни в столице сблизился с доминиканцами, служившими в церкви святой Екатерины. Общение с доминиканскими монахами углубило веру Цоттмана и оказало влияние на его взгляды. В 1858 году переехал в Москву, где служил гувернёром в семье банкира Иордана. После отъезда последнего из России Цоттман решил принять священнический сан и поступил в католическую семинарию в Саратове.
29 июня 1860 года был рукоположен в священники. Епископ Фердинанд Кан, обратив внимание на интеллектуальные качества и хорошее образование священника, назначил его преподавателем семинарии. После подавления Польского восстания 1863 года многие польские священники Тираспольской епархии и преподаватели семинарии были уволены, некоторые арестованы по подозрениям в связях с повстанцами. Власти настоятельно требовали «германизации» руководящего и преподавательского состава епархии, в связи с чем Цоттман принимал участие в привлечении в Саратов немецкого духовенства. С 1865 года — ректор семинарии.
23 февраля 1872 года назначен Папой на пост епископа Тираспольской епархии, став вторым по счёту епископом после Фердинанда Кана. 14 марта того же года утверждён в этом статусе российским императором. 11 июня 1872 года в храме святой Екатерины в Санкт-Петербурге состоялась епископская хиротония.
Под руководством епископа Цоттмана была проведена реорганизация епархиальной структуры, построен новый каменный кафедральный собор Святого Климента в Саратове. В конце 80-х годов здоровье епископа ухудшилось и он неоднократно подавал прошения об отставке, которая была наконец принята 28 декабря 1889 года.
Цоттман уехал из России, долгое время жил и лечился в далматинском городе Кастав (совр. Хорватия). Затем вернулся в родной город. Умер в Орнбау 12 декабря 1901 года, похоронен на местном кладбище. Рядом с Цоттманом похоронен и последний епископ Тираспольской епархии Иосиф Кесслер, считавший епископа Цоттмана своим учителем и духовным наставником.